# Jadranka Sloković

Jadranka Sloković (Zagreb, 1954.) hrvatska je odvjetnica, koja je zastupala brojne javne osobe i vodila medijski eksponiranije pravne slučajeve. Tijekom svoje karijere etablirala se kao jedna od vodećih hrvatskih pravnih stručnjaka.

## Rani život i obrazovanje
Rodila se u Zagrebu 1954. godine. U mladosti je pokazivala izrazit afinitet prema književnosti i poeziji. Posebno se istaknula svojim prijevodima američkih pjesnika, uključujući djela Sylvije Plath i Johna Updikea. Iako je gajila literarne ambicije i sama se bavila pisanjem, izabrala je pravnu struku. Završila je Pravni fakultet.

## Pravna karijera
Kao odvjetnica, Sloković je izgradila reputaciju stručnjaka za složene pravne slučajeve. Među najznačajnijim predmetima ističe se obrana braće Kupreškić pred Haškim tribunalom, gdje je postigla značajan uspjeh. Njen popis klijenata uključuje brojne istaknute osobe iz hrvatskog javnog života: Ivo Sanader (bivši premijer), Milan Bandić (bivši zagrebački gradonačelnik), Severina Vučković (u sporu za skrbništvo nad sinom), Zdravko Mamić, Ivica Todorić, Rahim Ademi, Ivan Čermak, Vlatka Pokos i dr.
Posebno se istaknula u slučaju Ive Sanadera, gdje je zajedno s Čedom Prodanovićem postigla poništenje presude pred Ustavnim sudom u predmetima INA-MOL i Hypo.

## Privatni život
Iz braka s književnikom Branislavom Glumcem ima sina Filipa, koji je nastavio obiteljsku tradiciju odabravši pravničku karijeru. Od 2002. godine u vezi je s odvjetnikom Čedom Prodanovićem, s kojim osim privatnog života dijeli i profesionalnu suradnju. U prosincu 2018. godine postala je baka.
Osim po pravnoj ekspertizi, Sloković je prepoznata i po svojoj modnoj osviještenosti. Redovito je svrstana među najbolje odjevene poslovne žene u Hrvatskoj. Aktivno sudjeluje u kulturnim događanjima, čime održava vezu sa svojim ranim književnim interesima. 